# Болгарський провулок
Болга́рський провулок — зниклий провулок, що існував у Подільському районі міста Києва, місцевість Поділ. Пролягав від Оболонської вулиці до тупика.

## Історія
Провулок виник, ймовірно, у 1-й половині XIX століття під такою ж назвою. Ліквідований на початку 80-х років XX століття у зв'язку з частковою зміною забудови.